# Naturschutzgebiet In der Bommert
Das Naturschutzgebiet In der Bommert ist ein 36,6 ha großes Naturschutzgebiet (NSG) südlich der Hofschaft Schlade im Stadtgebiet von Halver im Märkischen Kreis in Nordrhein-Westfalen. Das NSG wurde 1937 und 2010 von der Bezirksregierung Arnsberg per Verordnung als NSG ausgewiesen.

## Gebietsbeschreibung
Bei dem NSG handelt es sich um eine Wacholderheide und einen großflächigen Laubwaldkomplex mit Bruchwäldern. Im NSG befinden sich Quellen und Quellbäche. Die Hönnige fließt durch das Schutzgebiet.